# 王錦 (弘治進士)
王錦（1459年—？），字在中，陝西西安府乾州醴泉縣(今禮泉縣）人，民籍，明朝政治人物。

## 生平
陝西鄉試第六名舉人，弘治三年（1490年）庚戌科會試一百六十一名，廷試第三甲第七名進士。歷官池州府同知，正德四年（1509年）十月官山東按察司僉事。六年正月考察去職。

## 家族
曾祖王友道；祖父王倫；父王通，母董氏；繼母高氏。具庆下。